# Bucatini
I bucatini sono un tipo di pasta lunga, simili a dei grossi spaghetti forati.

## Utilizzo
I bucatini sono tipici della città di Roma che li abbina a condimenti forti e semplici (cacio e pepe, amatriciana, carbonara).
È una pasta di semola di grano duro. I tempi di cottura sono più o meno gli stessi degli spaghetti perché, pur essendo più grossi di questi ultimi, il loro foro centrale favorisce il passaggio dell'acqua (durante la cottura), permettendo così una cottura abbastanza veloce.
Il condimento per eccellenza di questo formato di pasta è all'amatriciana: un sugo a base di guanciale e pomodoro.
I bucatini non vanno confusi con gli ziti che hanno diametro maggiore.

## Storia
I bucatini si sono diffusi principalmente nel Regno di Napoli, infatti ancora oggi in molte cucine del sud Italia si può trovare un ferretto dalla sezione quadrata per l'estrazione del bucatino. Anche il musicista Gioachino Rossini amava molto questo formato di pasta a tal punto di farsi costruire una siringa in argento per farcire i bucatini.